# Héroïde funèbre
Héroïde funèbre (dt.: ‚Heldenklage‘) ist eine sinfonische Dichtung Franz Liszts. Das Werk für Orchester entstand mit Unterbrechungen zwischen 1849 und 1857. Die ungefähre Spieldauer beträgt 26 Minuten.

## Werkgeschichte
Liszt plante 1830, angeregt durch Unruhen in Paris, eine mehrsätzige Revolutionssymphonie zu komponieren. Allerdings stellte er nur einen ersten Entwurf fertig. 1849, mit dem Aufflammen der Revolution in Ungarn, konkretisierte er seinen Plan: Die Symphonie sollte fünfsätzig werden und patriotische Themen wie den Rákóczi-Marsch und die Marseillaise verwenden. Liszt beauftragte 1851 Joachim Raff mit der Instrumentation des Fragments, von dem nur der erste Satz, die Heldenklage vollendet ist. Ob Raff die Instrumentation tatsächlich anfertigte, ist allerdings fraglich, da es zwischen ihm und Liszt zu Zerwürfnissen kam. Raff hatte sicher Anteil an der Weimarer Frühfassung des Werkes, die zwischen 1854 und 1856 komponierte Endfassung stammte jedoch sehr wahrscheinlich nur von Liszt, da Liszt ab ca. 1854 die Instrumentation des Orchesters bereits selbst gut beherrschte, er also auf die Unterstützung Joseph Joachim Raffs und August Conradis nicht mehr angewiesen war.
Die Uraufführung fand am 10. November 1857 in Breslau statt.

## Musik
Der Heldenklage liegt kein direktes Programm zugrunde. Vielmehr geht es darum, den um sich greifenden Schmerz und die Trauer über (Kriegs-)Gefallene zu vertonen. Das Stück kann als Trauermarsch in Form eines Sinfoniesatzes betrachtet werden, was vor allem daran liegt, dass er tatsächlich als Bestandteil einer Sinfonie gedacht war. Im Gesamtverlauf wiederholt sich der Marsch und wird mit jedem Mal gesteigert, bis Héroïde funèbre seinen Höhepunkt erreicht, den vermeintlichen Sieg. Das Werk fließt jedoch in einem leise gehaltenen, von tiefer Traurigkeit geprägten Schlussteil aus, der die Verneinung des Heldenkults und der Kriegsverherrlichung versinnbildlichen soll.
Auffallend ist die Verwendung von Schlaginstrumenten wie der Glocke und des Tamtams. Harmonisch nimmt Liszt in diesem Werk teilweise bereits die Sprache seiner Spätwerke voraus.